# Challenger de Nottingham 2022
El torneo Nottingham Open 2022 fue un torneo de tenis perteneció al ATP Challenger Tour 2022 en la categoría Challenger 125. Se trató de la 26.ª edición, el torneo tuvo lugar en la ciudad de Nottingham (Reino Unido), desde el 6 de junio hasta el 5 de junio de 2022 sobre pista de césped al aire libre.

## Jugadores participantes del cuadro de individuales
| Favorito | País                       | Jugador            | Rank1 | Posición en el torneo |
| -------- | -------------------------- | ------------------ | ----- | --------------------- |
| 1        | Bandera del Reino Unido    | Daniel Evans       | 32    | CAMPEÓN               |
| 2        | Bandera de República Checa | Jiří Veselý        | 73    | Primera ronda         |
| 3        | Bandera de Australia       | Jordan Thompson    | 82    | FINAL                 |
| 4        | Bandera de Australia       | John Millman       | 91    | Primera ronda         |
| 5        | Bandera de Australia       | Alexei Popyrin     | 102   | Semifinales           |
| 6        | Bandera de España          | Fernando Verdasco  | 107   | Segunda ronda         |
| 7        | Bandera de Estados Unidos  | Jack Sock          | 109   | Semifinales           |
| 8        | Bandera de Suiza           | Marc-Andrea Hüsler | 119   | Cuartos de final      |

- 1 Se ha tomado en cuenta el ranking del 23 de mayo de 2022.

### Otros participantes
Los siguientes jugadores recibieron una invitación (wild card), por lo tanto ingresan directamente al cuadro principal (WC):
- Daniel Evans
- Alastair Gray
- Paul Jubb

Los siguientes jugadores ingresan al cuadro principal tras disputar el cuadro clasificatorio (Q):
- Antoine Bellier
- Marius Copil
- Daniel Cox
- Jason Jung
- Henri Squire
- Otto Virtanen

## Campeones

### Individual Masculino
- Daniel Evans derrotó en la final a  Jordan Thompson, 6–4, 6–4

### Dobles Masculino
- Jonny O'Mara /  Ken Skupski derrotaron en la final a  Julian Cash /  Henry Patten, 3–6, 6–2, [16–14]